# دلدار
يونس ملا رؤوف المعروف باسمه الأدبي دِلدار، أي «العاشق»وكان كافرن، (20 فبراير 1918، كوي سنجق، محافظة أربيل، العراق — 12 أكتوبر 1948، أربيل، العراق) شاعر كردي، مؤلف نشيد «أي رقيب» الذي كان نشيد جمهورية مهاباد، وحالياً نشيد إقليم كردستان العراق.

## سيرته
أتم المدرسة الثانوية في كركوك، ثم درس الحقوق في بغداد وتخرج في سنة 1945. انضم أثناء دراسته إلى حزب Hiwā (الأمل)، وهي أول منظمة كردية معترف بها قانونياً تسعى إلى توحيد كردستان.

## شعره
الكثير من شعر دلدار أسلوبه كردي كلاسيكي يتصف بإيقاع كمي وقافية موحدة. نُشرت قصائده في مجلات أدبية مرموقة في أربيل وبغداد. أدخل دلدار عناصر الواقعية والرومانطيقية إلى الشعر الكردي. تحول الكثير من قصائده إلى أغاني، ويعتبر الكثير من الكرد نشيد «أي رقيب» نشيداً قومياً كردياً.

## السجن والموت

### الموت والإرث
توفي دلدار في سن صغيرة عن عمر يناهز 31 بمرض في القلب عام 1948. لكنه عاش ليرى قصيدته «أي رقيب» يتم تبنيها كنشيد قومي كردي. تم عزف وغناء إي رقيب لأول مرة في عام 1946 عند إعلان جمهورية مهاباد قصيرة العمر. تُعزف الأغنية اليوم باعتبارها النشيد الإقليمي الرسمي لكردستان العراق.